# Рой Ліхтенштейн
Рой Ліхтенштейн (англ. Roy Fox Lichtenstein; 27 жовтня 1923, Манхеттен — 29 вересня 1997, Манхеттен) —  американський художник, представник поп-арту.

## Біографія

### Ранні роки
Рой Ліхтенштейн народився в Нью-Йорку в єврейській сім'ї середнього класу. До 12 років навчався в загальноосвітній школі, а після поступив в Манхеттенську школу Франкліна для хлопчиків, у якій він завершив свою середню освіту. Мистецтво не входило до навчальної програми школи; Ліхтенштейн зацікавився мистецтвом і дизайном як хобі.
Після закінчення школи Ліхтенштейн поїхав з Нью-Йорка в Огайо на навчання в місцевому університеті, в якому викладалися курси з мистецтва й присвоювалася ступінь у галузі образотворчого мистецтва. Його навчання було перервано на три роки, поки він служив в армії під час  Другої світової війни і після неї в 1943–1946 роках. Ліхтенштейн став випускником університету штату Огайо і залишився там на викладацькій посаді протягом наступних десяти років. У 1949 Ліхтенштейн отримав ступінь магістра витончених мистецтв на факультеті Університету штату Огайо, і в тому ж році одружився з Ізабель Вілсон, з якою згодом, в 1965, розлучився. У 1951 у Ліхтенштейна відбулася його перша персональна виставка в галереї «Carlebach» в Нью-Йорку.
Того ж року він переїхав до Клівленда, де жив наступні шість років, іноді повертаючись у Нью-Йорк. Він міняв місця роботи, поки не писав картин, наприклад в окремі періоди часу працював помічником декоратора. Стиль його робіт у цей час змінювався від кубізму до експресіонізму.
У 1954 народився його перший син, Девід. Потім, 1956-го, з'явився другий син — Мітчелл. 1957 року він переїхав назад до Нью-Йорка і знову почав викладацьку діяльність.

### Шлях до успіху

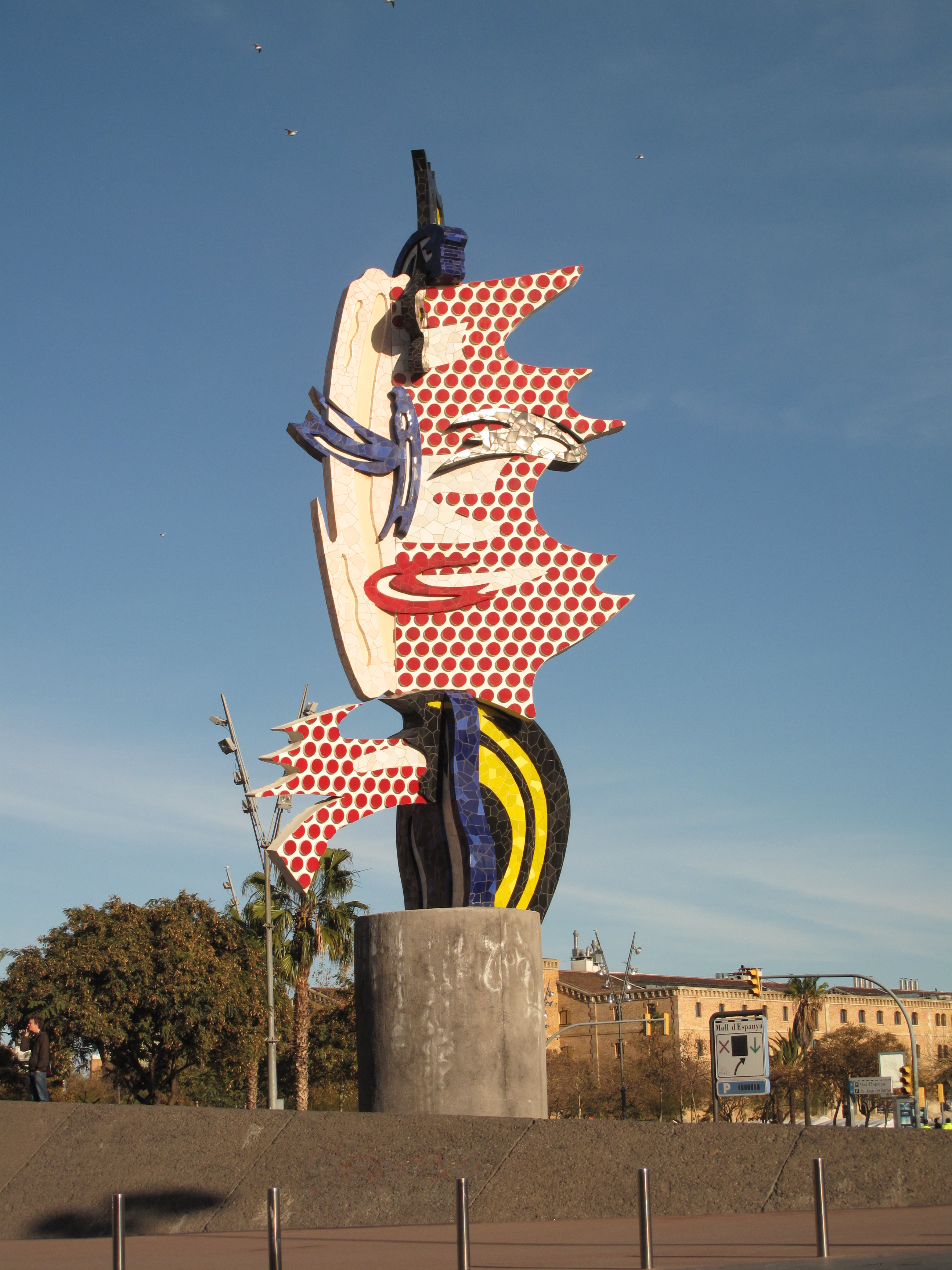
«Барселонська голова» (1992), Барселона

У 1960 він почав викладати в  Рутгерському університеті, де потрапив під значний вплив Аллана Капроу. Це сприяло збільшенню його інтересу до образів прото поп-арту. В 1961 Ліхтенштейн зробив свої перші роботи в стилі поп-арт, використовуючи картинки з коміксів чи мультфільмів і технологію, що прийшла з промислового друку.
Перший успіх Ліхтенштейну принесли його роботи на теми коміксів і журнальної графіки. Художник вибирав вподобану йому картинку, вручну збільшував її, перемальовуючи растр, і виконував у великому форматі, використовуючи трафаретний друк і  шовкографію. Більшість робіт художника виконано в техніці фіксованого малюнка, яка полягає в тому, що зображення масштабується, видозмінюється растр, а отриманий варіант за допомогою трафаретного друку перетворюється в оригінальний формат. У самому зображенні при цьому посилювалися риси  іронії і сарказму. Приятелював з Енді Ворголом.

## Нагороди
- 1995 — Національна медаль мистецтв, Вашингтон, округ Колумбія
- 1995 — Премія Кіото, Inamori Foundation, Кіото, Японія.
- 1993 — Друзі Барселони, від мера Барселони Паскуаля Марагаля.
- 1991 — Премія за творчість в живописі, Університету Брандейса, Waltham, Массачусетс.
- 1989 — Американська академія в Римі, Рим, Італія.
- 1979 — Американська академія мистецтв і листів, Нью-Йорк.
- 1977 — Медаль Сковехеганської школи за живопис, Сковехеганська школа, Скавгіган, острів Мен.

## Роботи
- М-може бути
- 1992 «Барселонська голова», Барселона

## Картини Роя Ліхтенштейна на аукціонах
1989 року картина «Torpedo … Los!» була продана на аукціоні Крістіз за 5,5 мільйонів доларів, що стало рекордом і дозволило Ліхтенштейну увійти в трійку живих художників з максимальною вартістю робіт.
2005 року картина «In the Car» була продана за рекордні 10 мільйонів фунтів стерлінгів (16,2 мільйона доларів).
Картина 1964 «Ohhh… Alright…» була продана в 2010 році на Крістіс за 42,6 млн доларів (26,7 млн фунтів стерлінгів) on November 11, 2010..
«I Can See the Whole Room!… And There's Nobody in It!», написана в 1961 році, була продана на Крістіз в листопаді 2011 року за 43 мільйони доларів.
Картина «Спляча дівчина» стала найдорожчою з колекції художника. Вона була продана аукційним домом Сотбіс за 44,8 млн доларів.